# Marvel-univerzum
A Marvel-univerzum egy kitalált univerzum, melyben a Marvel Comics által kiadott legtöbb képregény eseményei zajlanak. Ez az univerzum a Marvel-multiverzumon belül létezik, melyen belül a Marvel-univerzum hivatalos besorolása 616-os Föld.

## Eredete
A Marvel különböző képregényhőseinek közös világának ötlete már nem számított újdonságnak 1961-ben. Ekkoriban Stan Lee, író és szerkesztő, több alkotóval közösen, köztük Jack Kirbyvel és Steve Ditkóval több olyan képregénysorozatot is készítettek, ahol az egyes kiadványok eseményei és a cselekménye hatással volt a többi sorozatra is. Az egyes kiadványok címszereplő feltűntek más képregényekben is. Az Avengers 1964-es első számában megalakult Bosszú Angyalai csapata is olyan hősöket tartalmazott akik korábban saját sorozatukban is szerepeltek. Ugyan a Marvel hőseinek, így például a Torpedónak és a Fáklya kisebb találkozásai már korábban is voltak a képregény aranykorában, de most bizonyosodott be, hogy a hősök valóban egy közös világban léteznek. A Marvel-univerzum eseményeinek központja New York volt, és az alkotók ügyeltek rá, hogy minél élethűbben alkossák meg a várost, azzal a különbséggel, hogy abban számos szuperlény is tartózkodott.
Idővel a Marvel íróinak közbenjárására megszületett egy multiverzum ötlete, melyben az írók több külön világot is alkothattak, melyek között az események nem befolyásolják egymást. Természetesen az írói fantázia határtalan, így a különböző párhuzamos világok szereplő többször is átjutottak más univerzumokba is.
Az 1982-es Contest of Champions, magyarul Hősök próbája című történetben a Marvel minden jelentősebb hőse összegyűlt, hogy egy közös ellenséggel szálljon szembe. A Contest of Champions volt a Marvel első minisorozata, melyben külön életrajzi és egyéb adatokat is közöltek több szuperhősről. Ezek a rövid összefoglalók volta az előfutárai az Official Handbook of the Marvel Universe, röviden OhotMU sorozatának, melyben a kitalált szereplőkkel és világukkal kapcsolatos információk jelentek meg.